# Conocybe graminis
Conocybe graminis är en svampart som tillhör divisionen basidiesvampar, och som beskrevs av Anton Hausknecht. Conocybe graminis ingår i släktet Conocybe, och familjen Bolbitiaceae. Arten har ej påträffats i Sverige.